# 康赫

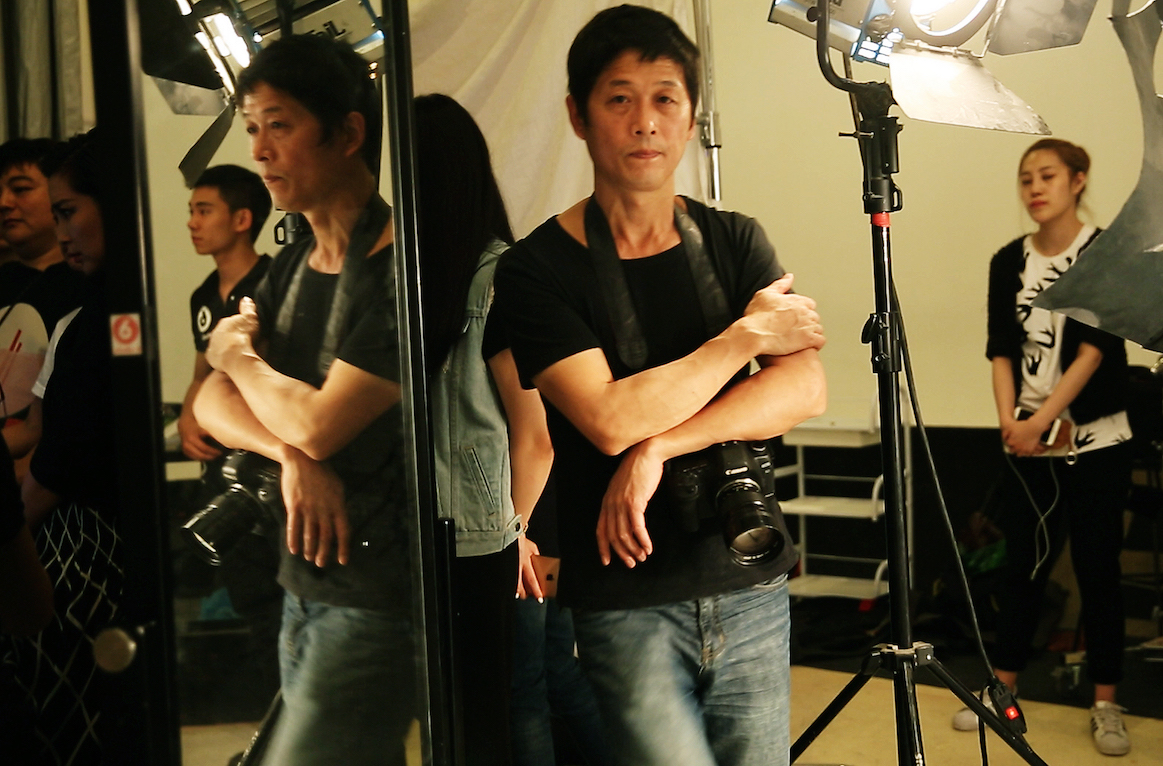
Kanghe, 2015, photo by Chang Siyuan

康赫，浙江萧山人。中国小说家，先锋戏剧编剧与导演。

## 生平
自称浙江萧山沙地人，垦荒者和流浪汉生养的儿子。从事小说写作，戏剧创作。从事过许多职业，家庭教师，外企中文教员，时尚杂志专栏作者，大学网站主编，演出公司项目策划，地理杂志编辑，日报记者，戏剧导演，美食杂志出版人，影像设计师，样态设计师，自称当代艺术鞭尸人。1993年8月来到北京定居北京，多次搬迁，现与妻子儿子定居回龙观。他说“他的命和他的父母一样，是垦荒。只因“北京犹如沙地，是流浪汉们的故乡。”

## 主要作品

### 小说
- 《人类学》（小说，作家出版社2015年1月）
- 《独行客》（小说，独立出版2006年）
- 《斯巴达：一个南方的生活样本》（小说，海峡文艺出版社2003年）

### 戏剧
- 2014青戏节 -《杂音》
- 2013青戏节 -《中国鬼魂》
- 2012青戏节 -《受诱惑的女人》
- 2010青戏节 -《陌生人》
- 2009青戏节 -《泄密的心》
- 2008青戏节 -《采访记》
- 2003青戏节 - 《审问记》

### 声音作品
《中国声音研究之东方红》、《纣王》（与颜峻合作）、《大声小说》（与颜峻王凡等合作）、《园艺师》（与李增辉合作）

### 其他作品
- 编剧 - 2009孟京辉戏剧《堂吉诃德》